# Claus Ogerman
Claus Ogerman (Ratibor, 1930. április 29. – 2016. március 8.) német zeneszerző, zongorista, karmester és jazz-zenész. A Porosz Királysághoz tartozó Sziléziában Klaus Ogermann néven született Ogerman dolgozott együtt Antonio Carlos Jobimmal, Frank Sinatrával és Diana Krall-lal is.

## Filmográfiája zeneszerzőként
- Looking For Love (1964)
- The Bellboy and the Playgirls (1962)
- Ein Sommer, den man nie vergißt (1959)
- $100 a Night (1959)
- Mit Eva fing die Sünde an (1958)
- Rivalen der Manege (1958)
- Seine Hoheit war ein Mädchen (1958)
- Die Prinzessin von St. Wolfgang (1957)
- Die Unschuld vom Lande (1957)
- Ich war ihm hörig (1957)
- Liebe, wie die Frau sie wünscht (1957)
- Eine Verrückte Familie (1957)
- Weißer Holunder (1957)